# Litoria napaea
Litoria napaea är en groddjursart som först beskrevs av Tyler 1968.  Litoria napaea ingår i släktet Litoria och familjen lövgrodor. IUCN kategoriserar arten globalt som livskraftig. Inga underarter finns listade i Catalogue of Life.